# Walrus Island, Nunavut (Hudson Bay)
Walrus Island är en ö i Kanada.   Den ligger i territoriet Nunavut, i den östra delen av landet, 2 100 km nordväst om huvudstaden Ottawa. Arean är 0,53 kvadratkilometer.
Terrängen på Walrus Island är mycket platt. Öns högsta punkt är 21 meter över havet. Den sträcker sig 1,2 kilometer i nord-sydlig riktning, och 1,0 kilometer i öst-västlig riktning.